# Achilles: Legends Untold
Achilles: Legends Untold — ролевой экшен от компании Dark Point Games, в которой игрок управляет героем по имени Ахиллес в сеттинге греческой мифологии.

## Игровой процесс
Игрок управляет мифологическим героем Ахиллесом. После гибели Ахиллеса в ходе Троянской войны Аид возвращает его в Грецию. Игрок выполняет поручения Аида, например, поиск пропавшего бога Гефеста. Боевая система следует канонам жанра Soulslike. Игрок может атаковать противников, используя комбинации ударов, ограниченные шкалой выносливости. Расходуя специальные жетоны, игрок открывает особые умения в древе навыков.

## Разработка
Разработкой Achilles: Legends Untold занималась польская студия Dark Point Games. Игра вышла в раннем доступе в мае 2022 года. Официальный релиз состоялся 2 ноября 2023 года на платформах Windows, PlayStation 5 и Xbox Series X/S. Версии для PlayStation 4 и Xbox One были выпущены 18 сентября 2024 года, а порт для Nintendo Switch появился 23 января 2025 года.

## Критика
Achilles: Legends Untold получила смешанные отзывы на агрегаторе Metacritic. IGN охарактеризовал версию раннего доступа как «недоработанную и содержащую множество ошибок» вскоре после её выхода. После полноценного релиза портал GamingBolt положительно оценил концепцию объединения боевой системы в стиле Soulslike с механикой добычи предметов из Diablo, однако отметил недостатки в её реализации.